# Austrália nos Jogos Olímpicos de Verão de 2004
Austrália competiu nos Jogos Olímpicos de Verão de 2004, em Atenas, na Grécia.

## Medalhas
| Atleta        | Esporte | Evento                 | Medalha |
| ------------- | ------- | ---------------------- | ------- |
| Grant Hackett | Natação | 1500 m livre masculino | Ouro    |
| Ian Thorpe    | Natação | 400 m livre masculino  | Ouro    |
| Grant Hackett | Natação | 400 m livre masculino  | Prata   |
| Ian Thorpe    | Natação | 100 m livre masculino  | Bronze  |

## Desempenho

### Atletismo
Masculino
Provas de pista e estrada
| Atleta                                                 | Prova               | 1ª Eliminatória | 1ª Eliminatória | 2ª Eliminatória | 2ª Eliminatória | Semi-final  | Semi-final  | Final       | Final             |
| Atleta                                                 | Prova               | Tempo           | Pos.            | Tempo           | Pos.            | Tempo       | Pos.        | Tempo       | Pos.              |
| ------------------------------------------------------ | ------------------- | --------------- | --------------- | --------------- | --------------- | ----------- | ----------- | ----------- | ----------------- |
| Joshua Ross                                            | 100 m               | 10.24           | 3 Q             | 10.22           | 5               | Não avançou | Não avançou | Não avançou | Não avançou       |
| Adam Miller                                            | 200 m               | 21.31           | 8               | Não avançou     | Não avançou     | Não avançou | Não avançou | Não avançou | Não avançou       |
| Casey Vincent                                          | 400 m               | 46.09           | 4               | —               | —               | Não avançou | Não avançou | Não avançou | Não avançou       |
| Clinton Hill                                           | 400 m               | 45.89           | 4               | —               | —               | Não avançou | Não avançou | Não avançou | Não avançou       |
| Craig Mottram                                          | 5000 m              | 13:21.88        | 4 Q             | —               | —               | —           | —           | 13:25.70    | 8                 |
| Peter Nowill                                           | 3000 m Obstáculos   | 8:29.14         | 7               | —               | —               | —           | —           | Não avançou | Não avançou       |
| Adam Basil Paul di Bella Patrick Johnson Josh Ross     | 4 x 100 m Estafetas | 38.49           | 3 Q             | —               | —               | —           | —           | 38.56       | 6                 |
| John Steffensen Clinton Hill Patrick Dwyer Mark Ormrod | 4 x 400 m Estafetas | 3:03.06         | 4 q             | —               | —               | —           | —           | 3:00.60     | Medalha de prata  |
| Sisay Bezabeh                                          | Maratona            | —               | —               | —               | —               | —           | —           | 2:25:26     | 60                |
| Nicholas Harrison                                      | Maratona            | —               | —               | —               | —               | —           | —           | 2:21:42     | 45                |
| Lee Troop                                              | Maratona            | —               | —               | —               | —               | —           | —           | 2:18:46     | 28                |
| Luke Adams                                             | 20 km Marcha        | —               | —               | —               | —               | —           | —           | 1:23:52     | 16                |
| Nathan Deakes                                          | 20 km Marcha        | —               | —               | —               | —               | —           | —           | 1:20:02     | Medalha de bronze |
| Nathan Deakes                                          | 50 km Marcha        | —               | —               | —               | —               | —           | —           | DSQ         | x                 |

Provas de campo
| Atleta                | Prova                | Qualificação | Qualificação | Final       | Final       |
| Atleta                | Prova                | Result       | Rank         | Result      | Rank        |
| --------------------- | -------------------- | ------------ | ------------ | ----------- | ----------- |
| Paul Burgess          | Salto com vara       | 5.70         | =1 Q         | 5.55        | =11         |
| Steven Hooker         | Salto com vara       | 5.30         | =29          | Não avançou | Não avançou |
| Dmitri Markov         | Salto com vara       | 5.50         | =22          | Não avançou | Não avançou |
| Andrew Murphy         | Triplo salto         | 16.82        | 14           | Não avançou | Não avançou |
| Justin Anlezark       | Arremesso de peso    | 20.45        | 6 Q          | 20.31       | 7           |
| Stuart Rendell        | Arremesso de martelo | 72.61        | 25           | Não avançou | Não avançou |
| Oliver Dziubak        | Lançamento de dardo  | 78.53        | 19           | Não avançou | Não avançou |
| William Hamlyn-Harris | Lançamento de dardo  | 77.43        | 21           | Não avançou | Não avançou |

Feminino
Provas de pista e estrada
| Atleta          | Prova               | 1ª Eliminatória | 1ª Eliminatória | 2ª Eliminatória | 2ª Eliminatória | Semi-final  | Semi-final  | Final       | Final             |
| Atleta          | Prova               | Result          | Rank            | Result          | Rank            | Result      | Rank        | Result      | Rank              |
| --------------- | ------------------- | --------------- | --------------- | --------------- | --------------- | ----------- | ----------- | ----------- | ----------------- |
| Lauren Hewitt   | 200 m               | 22.87           | 4 Q             | 23.44           | 8               | Não avançou | Não avançou | Não avançou | Não avançou       |
| Tamsyn Lewis    | 800 m               | 2:02.67         | 5               | —               | —               | Não avançou | Não avançou | Não avançou | Não avançou       |
| Sarah Jamieson  | 1500 m              | 4:09.25         | 10              | —               | —               | Não avançou | Não avançou | Não avançou | Não avançou       |
| Benita Johnson  | 10000 m             | —               | —               | —               | —               | —           | —           | 32:32.01    | 24                |
| Haley McGregor  | 10000 m             | —               | —               | —               | —               | —           | —           | 33:35.27    | 25                |
| Jana Pittman    | 400 m com barreiras | 54.83           | 1 Q             | —               | —               | 54.05       | 2 Q         | 53.92       | 5                 |
| Kerryn McCann   | Maratona            | —               | —               | —               | —               | —           | —           | 2:41:41     | 31                |
| Jane Saville    | 20 km marcha        | —               | —               | —               | —               | —           | —           | 1:29:25     | Medalha de bronze |
| Natalie Saville | 20 km marcha        | —               | —               | —               | —               | —           | —           | 1:36:54     | 36                |
| Cheryl Webb     | 20 km marcha        | —               | —               | —               | —               | —           | —           | 1:37:40     | 38                |

Provas de campo
| Atleta           | Prova                | Qualificação | Qualificação | Final       | Final       |
| Atleta           | Prova                | Resultado    | Rank         | Resultado   | Rank        |
| ---------------- | -------------------- | ------------ | ------------ | ----------- | ----------- |
| Petrina Price    | Salto em altura      | 1.80         | 34           | Não avançou | Não avançou |
| Kym Howe         | Salto com vara       | 4.30         | 16           | Não avançou | Não avançou |
| Bronwyn Thompson | Salto em distância   | 6.80         | 2 Q          | 6.96        | 4           |
| Bronwyn Eagles   | Arremesso de martelo | 64.09        | 32           | Não avançou | Não avançou |
| Brooke Krueger   | Arremesso de martelo | 63.88        | 33           | Não avançou | Não avançou |

Provas combinadas - Heptatlo
| Atleta        | Prova  | 100B  | SA   | LP    | 200 m | SD   | LM    | 800 m   | Final | Rank |
| ------------- | ------ | ----- | ---- | ----- | ----- | ---- | ----- | ------- | ----- | ---- |
| Kylie Wheeler | Result | 13.88 | 1.79 | 13.18 | 24.35 | 6.36 | 37.77 | 2:17.65 | 6090  | 18   |
| Kylie Wheeler | Points | 995   | 966  | 739   | 947   | 962  | 625   | 856     | 6090  | 18   |

### Natação
Masculino
| Atleta(s)     | Evento       | Eliminatórias | Eliminatórias | Semifinal  | Semifinal       | Final     | Final             |
| Atleta(s)     | Evento       | Tempo         | Posição       | Tempo      | Posição         | Tempo     | Posição           |
| ------------- | ------------ | ------------- | ------------- | ---------- | --------------- | --------- | ----------------- |
| Brett Hawke   | 50 m livre   | 22s42         | 10º Q         | 22s07      | 2º Q            | 22s18     | 6º                |
| Ian Thorpe    | 100 m livre  | 49s17         | 6º Q          | 49s21      | 8º Q            | 48s56     | Medalha de bronze |
| Grant Hackett | 400 m livre  | 3min46s36     | 1º Q          |            |                 | 3min43s36 | Medalha de prata  |
| Ian Thorpe    | 400 m livre  | 3min46s55     | 2º Q          | 3min43s10  | Medalha de ouro |           |                   |
| Craig Stevens | 1500 m livre | 15min09s54    | 8º Q          | 15min13s66 | 8º              |           |                   |
| Grant Hackett | 1500 m livre | 15min01s89    | 3º Q          | 14min43s40 | Medalha de ouro |           |                   |

### Remo
Masculino
| Equipe      | Evento        | Eliminatórias | Eliminatórias | Repescagem | Repescagem | Semifinal | Semifinal | Final   | Final                |
| Equipe      | Evento        | Tempo         | Posição       | Tempo      | Posição    | Tempo     | Posição   | Tempo   | Posição (Pos. final) |
| ----------- | ------------- | ------------- | ------------- | ---------- | ---------- | --------- | --------- | ------- | -------------------- |
| Craig Jones | Skiff simples | 7m19s71       | 2º R          | 7m06s13    | 1º S A/B/C | 7m05s66   | 4º FB     | 6m58s48 | 5º (11º)             |